# راغودوكة صبغية
راغودوكة صبغية (الاسم العلمي:Rhagodoca picta ) هي نوع من العنكبوتيات تتبع جنس الراغودوكة من فصيلة الراغودات.